# Frimàcies
Phrymaceae és una família d'angiospermes pertanyent a l'ordre de les lamials. Aquesta família comprèn sis  gèneres. Són plantes naturals de les zones temperades i subtropicals de l'Índia fins al Japó, a més de l'est de Nord-amèrica.
Les frimàcies es defineixen principalment per les següents tres característiques:
- Calzes tubulars, amb dents (amb cinc lòbuls)
- Els estigmes amb dues làmines amb superfícies interiors sensibles, que al tancar-se sobre elles mateixes entren en contacte amb un pol·linitzador.
- Càpsules molt dehiscents en la zona entre els envans dels lòculs.

Els membres d'aquesta família es troben en els hàbitats més diversos, que van des dels deserts, les riberes dels rius fins a les muntanyes. Poden ser anuals o perennes, amb una longitud d'entre uns pocs centímetres a arbustos llenyosos, de 4 metres d'alçada.
Les estructures florals en Phrymaceae poden ser prou diferents, tant que una avaluació morfològica es fa difícil. Els seus corol·les poden ser bilaterals o amb simetria radial.
Fins i tot la reproducció es realitza mitjançant diferents sistemes de reproducció: asexual, autofertilització, encreuament o l'aparellament mixt. Algunes són pol·linitzades per insectes, altres per colibrís.
El tipus de fruit més comú en aquesta família és una càpsula molt dehiscent que conté nombroses llavors, però hi ha excepcions com l'aqueni (Phryma leptostachya), o desenvolupar un fruit semblant a una baia (Leucocarpus).

## Gèneres
- Subfamília: Mazoideae
  - Mazus
  - Lancea
- Subfamília: Phrymoideae (al voltant de 160 espècies)
  - Mimulus
  - Dodartia
  - Glossostigma (amb tres o quatre lòbuls en lloc de cinc; conté un estigma llarg i un vestigial.)
  - Peplidium (conté un estigma gran i un vestigial.)
  - Phryma
  - Leucocarpus
  - Berendtiella
  - Hemichaena
  - Elacholoma (els estigmes són relativament llargs i són receptius durant la major part de la seua longitud.)

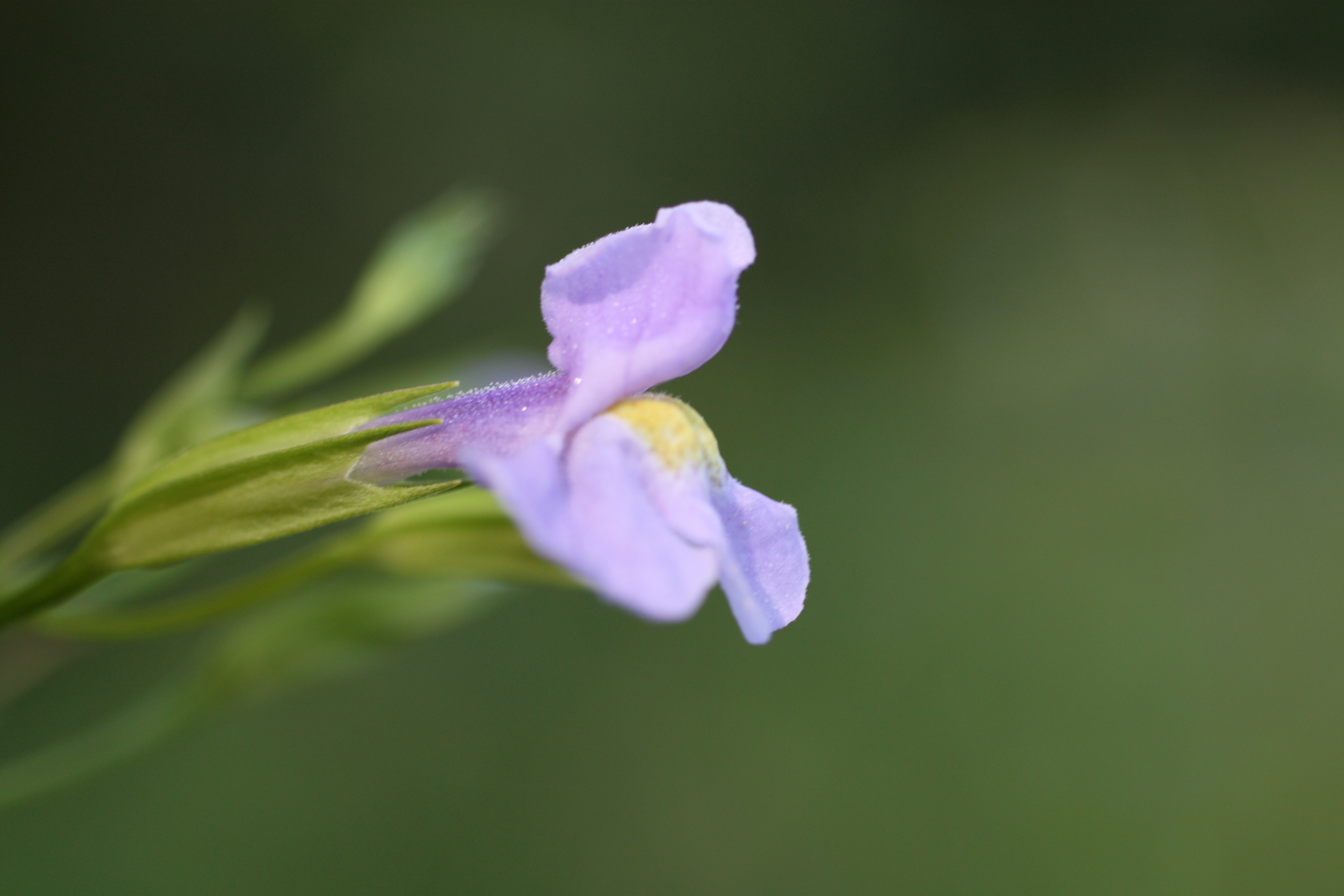
Mimulus ringens

## Taxonomia
Anteriorment, aquesta família era monotípica amb el gènere Phryma, i limitades pel que fa a l'àrea de distribució geogràfica des de l'est d'Amèrica del Nord i l'est de la Xina. Aquest gènere va ser col·locat prèviament per Cronquist en la família Verbenaceae.
Una nova investigació de les relacions filogenètiques (Beardsley i Olmstead, 2002) ha revelat que diversos gèneres, inclòs tradicionalment en la família Scrophulariaceae, estan, en realitat, més estretament emparentades amb la nova definició i ampliació Phrymaceae. Un treball més recent ha suggerit que el gènere Rehmannia està estretament relacionada amb Mazus i Lancea, però també ha posat en dubte la inclusió d'aquests gèneres en Phrymaceae.
El gènere Mimulus (amb prop de 120 espècies) no és monofilètic. Altres sis gèneres es deriven del seu interior (Glossostigma, Peplidium, Phryma, Leucocarpus, Hemichaena, i Berendtiell), i el Elacholoma gènere australià, probablement també s'incloga en aquesta llista. El gènere Mimulus és cosmopolita, encara que la majoria de les espècies es troben a l'oest d'Amèrica del Nord (amb el major nombre a Califòrnia). També passa a Austràlia, Sud Àfrica, l'Índia, Xile, Mèxic, l'Himàlaia i Madagascar. Les relacions taxonòmiques d'aquestes espècies no estan molt clares i una redefinició està a la vista. La ruptura d'aquest gènere és, probablement, el següent pas, que requererirà més de 100 canvis de nom.